# Bolong
Ne doit pas être confondu avec bolon.
Pour les articles homonymes, voir Bolong (homonymie).

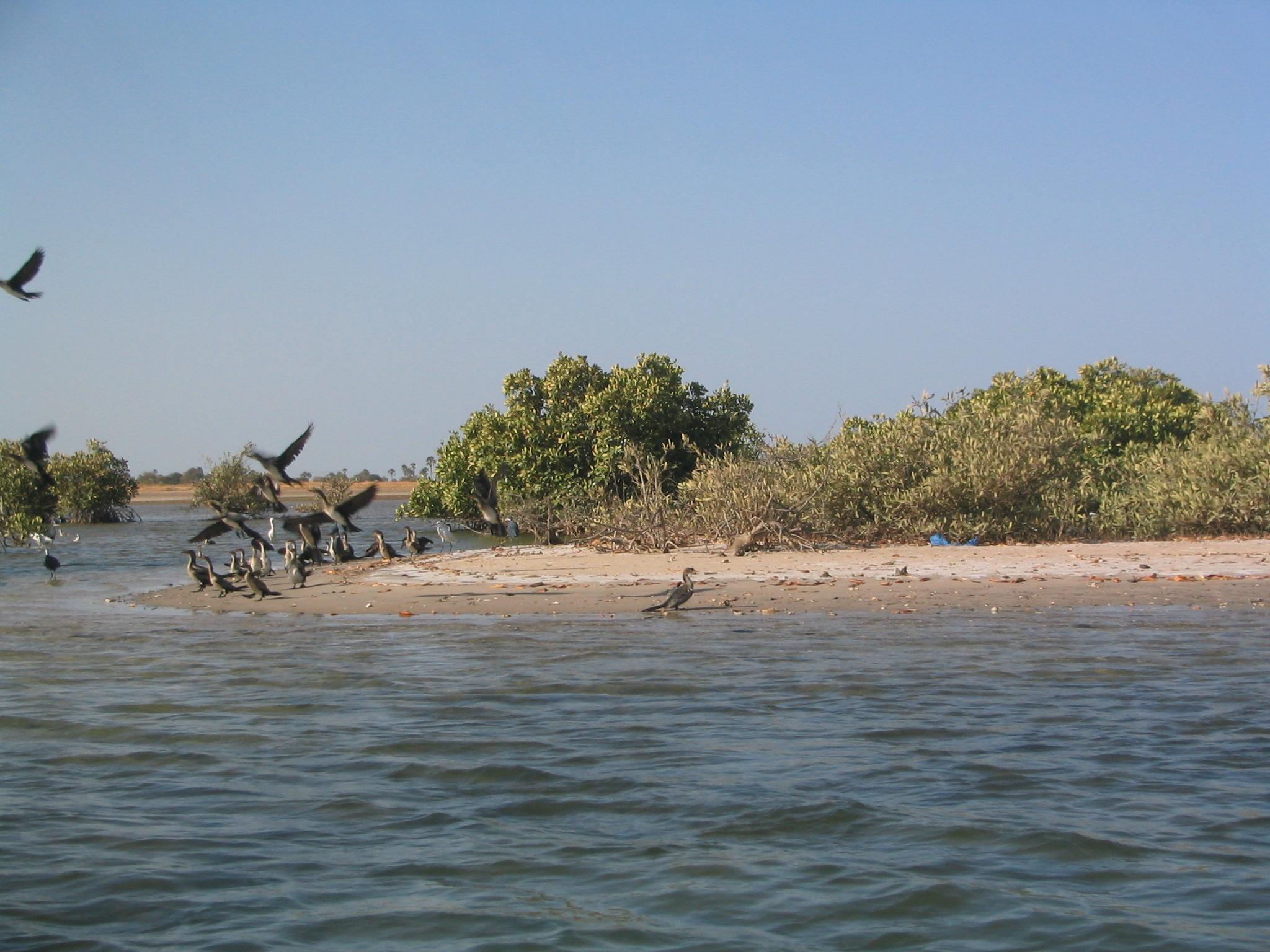
Bolong bordé de mangroves à palétuviers près de Mar Lodj dans le Sine-Saloum

Le bolong est un chenal d'eau salée, caractéristique des zones côtières du Sénégal ou de Gambie, proches d'estuaires.
Ces bras de mer – tantôt éphémères, tantôt significatifs et répertoriés comme de petits affluents – sont particulièrement nombreux dans le Sine-Saloum et en Casamance. L'eau de mer s'y mêle à celle des cours d'eau (fleuve Saloum, fleuve Casamance) et ils sont soumis à la marée. Les bolongs sont généralement accessibles aux pirogues.

## Terminologie
Le mot bolong est emprunté au mandingue.
Ce terme d'hydrologie n'est guère utilisé en dehors du contexte sénégalo-gambien. Il est défini dans le Dictionnaire universel francophone (Afrique), mais absent de la plupart des grands ouvrages de référence.
Néanmoins le président-poète Léopold Sédar Senghor a largement contribué à faire connaître le bolong en dehors de son pays. Les éditions de ses Poèmes définissent le mot pour éclairer le lecteur, lorsqu'il évoque ainsi cet univers et le puissant pouvoir de suggestion de la langue :

« puisqu’il faut m’expliquer sur mes poèmes, je confesserai [...] que presque tous les êtres et choses qu’ils évoquent sont de mon canton : quelques villages sérères perdus parmi les tanns, les bois, les bolongs et les champs. Il me suffit de les nommer pour revivre le Royaume d’enfance ». »

## Écosystème
Les bolongs sont généralement bordés de mangroves à palétuviers, recouvertes au moins partiellement à marée haute, ce qui explique la présence des tannes – des étendues de terre salée, nues ou peu végétalisées – et la mobilité d'un paysage labyrinthique d'ilots et de plans d'eau plus ou moins stagnants.
On y observe généralement une grande variété d'espèces d'oiseaux. Selon la saison, les moustiques peuvent aussi s'y manifester. Quelques petits mammifères y vivent également, par exemple des singes ou des hyènes.
La population locale y pratique la pêche. En Casamance la plupart des villages sont construits au bord d'un bolong.
Présents dans plusieurs parcs nationaux et réserves du Sénégal, les bolongs jouent en outre un rôle non négligeable dans le développement du tourisme, puisqu'on s'y déplace facilement en pirogue ou en kayak. Des campements sont établis sur les berges, propices à la détente et à l'observation ornithologique.